# Kecamatan Leuwiliang
Kecamatan Leuwiliang är ett distrikt i Indonesien.   Det ligger i provinsen Jawa Barat, i den västra delen av landet, 50 km sydväst om huvudstaden Jakarta.